# Farnham, Northumberland
Farnham var en civil parish 1866–1955 när det uppgick i Hepple, i grevskapet Northumberland i England. Civil parish var belägen 11 km från Elsdon och hade 18 invånare år 1951.